# Neckaralb Live
Neckaralb Live ist ein privater Radiosender mit Sitz in Reutlingen. Er hat seinen Sendebetrieb am 1. Januar 2016 auf mehreren UKW-Frequenzen aufgenommen, die bis dahin von Radio Ton genutzt wurden.

## Programmgestaltung
(Stand: 18. November 2022)
Montag bis Freitag:
- 22.00 bis 05.00 Uhr: Die Mehr-Musik-Nacht
- 05.00 bis 06.00 Uhr: Startklar  Eure Lieblingshits
- 06.00 bis 10.00 Uhr  Startklar
- 10.00 bis 12.00 Uhr: Euer Vormittag
- 12.00 bis 13.00 Uhr: 12 Songs um 12
- 13.00 bis 20.00 Uhr: Kunterbunt
- 20.00 bis 21.00 Uhr: 80er ab 8
- 21.00 bis 22.00 Uhr 90er ab 9

Samstag:
- 00.00 bis 05.00 Uhr: Die Mehr-Musik-Nacht
- 05.00 bis 08.00 Uhr: Der Mehr-Musik-Morgen
- 08.00 bis 12.00 Uhr: Die Samstags-Show
- 12.00 bis 13.00 Uhr: 12 Songs um 12
- 13.00 bis 15.00 Uhr: Euer Wochenende zwischen Neckar und Alb
- 15.00 bis 16.00 Uhr: Die Rock-Show
- 16.00 bis 18.00 Uhr: Die Reise-Show
- 18.00 bis 24.00 Uhr: Die 90er Party

Sonntag:
- 00.00 bis 05.00 Uhr: Die Mehr-Musik-Nacht
- 05.00 bis 10.00 Uhr: Der Mehr-Musik-Morgen
- 10.00 bis 12.00 Uhr: Blickwinkel
- 12.00 bis 13.00 Uhr: 12 Songs um 12
- 13.00 bis 15.00 Uhr: Euer Wochenende zwischen Neckar und Alb
- 15.00 bis 16.00 Uhr: Die deutsche Musik-Show
- 16.00 bis 18.00 Uhr: Der Mehr-Musik-Nachmittag
- 18.00 bis 20.00 Uhr: Der Mehr-Musik-Abend
- 20.00 bis 22.00 Uhr: Eurer Musik-Special

## Moderatoren
Moderatoren des Senders sind Christian Filips, Lea Fabian, Katja Fauser, Anita Hofmann, Michaela Schumayer und Sven Berzellis. Des Weiteren wird der Blickwinkel von Achim Stadelmaier moderiert.

## Sendegebiet
Das Sendegebiet von Neckaralb Live umfasst die Kreise Reutlingen, Esslingen, Tübingen, den Zollernalbkreis sowie Teile der Kreise Calw und Böblingen. Die Frequenzen von Neckaralb Live wurden bis zum Sendestart von Radio Ton genutzt.

### Frequenzen
| Standort            | MHz       | kW     |
| ------------------- | --------- | ------ |
| Reutlingen          | 104,8 MHz | 1,0 kW |
| Tübingen            | 100,9 MHz | 1,0 kW |
| Ermstal             | 99,0 MHz  | 0,1 kW |
| Hechingen-Sickingen | 107,9 MHz | 1,0 kW |
| Balingen            | 95,6 MHz  | 1,0 kW |

## Gesellschafter
Hauptgesellschafter von Neckaralb Live ist das Ravensburger Medienunternehmen Schwäbischer Verlag GmbH.